# Bohemia (Wiltshire)
Bohemia – wieś w Anglii, w hrabstwie Wiltshire, w dystrykcie (unitary authority) Wiltshire. Leży 26 km na południowy zachód od miasta Winchester i 126 km na południowy zachód od Londynu.